# میر (بازیکن فوتبال)
میر (انگلیسی: Mere؛ زادهٔ ۱۵ مارس ۱۹۷۵) بازیکن فوتبال اهل اسپانیا است.